# Pegada

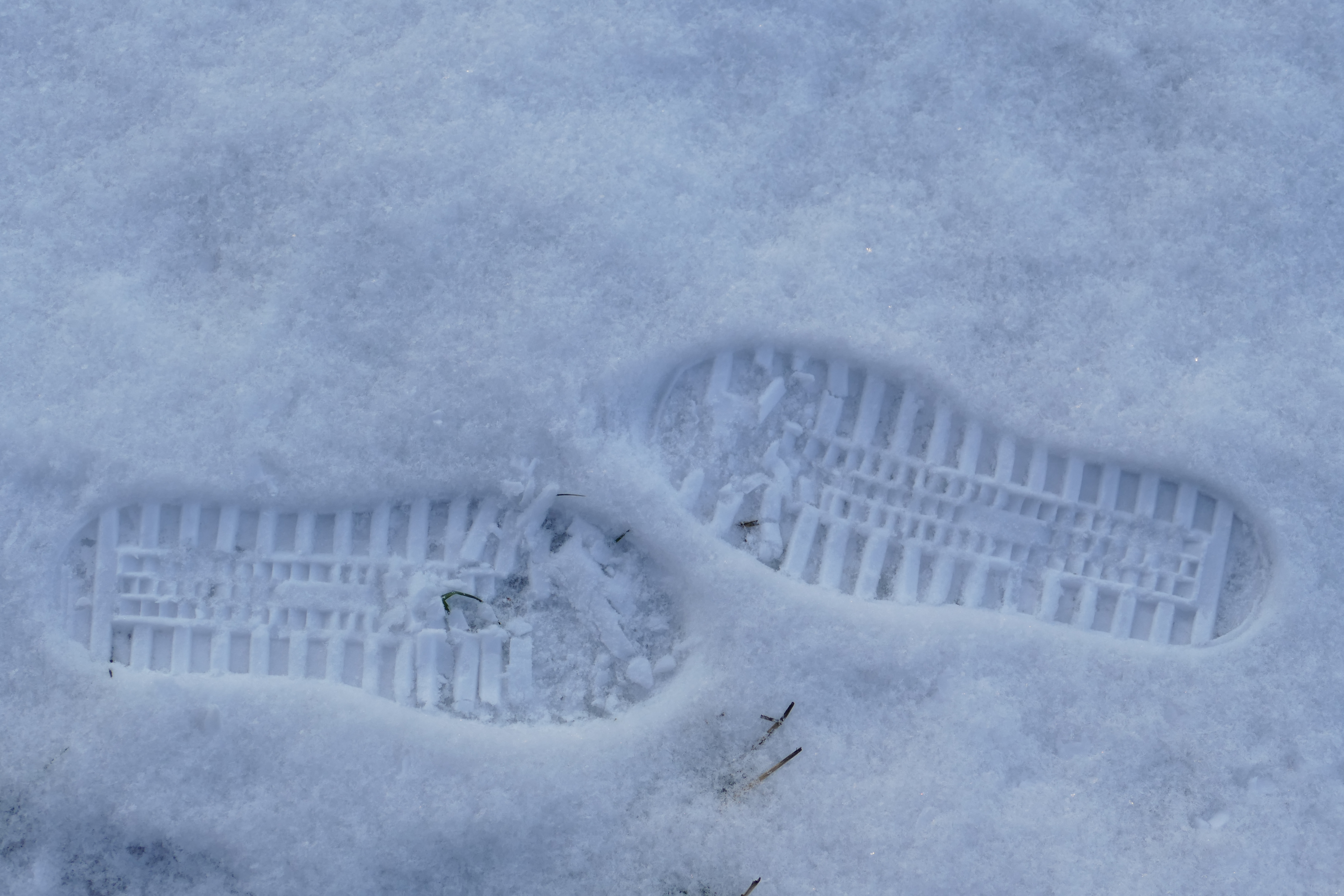
Pegadas na neve

Pegadas são as impressões ou imagens deixadas por uma pessoa andando ou correndo com ou sem sapatos. Rastros são aquelas deixadas por animais com cascos ou patas em vez de pés. Elas podem ser reentrâncias no chão ou algo colocado na superfície que ficou preso na sola do pé. Uma "trilha" é um conjunto de pegadas no piso mole deixadas por uma forma de vida.
As pegadas dos primatas não humanos parecem muito diferentes; o pé tem o formato de uma mão humana, com o dedão preso na parte lateral da sola e saindo lateralmente. Pegadas podem fornecer evidências de atividades. Algumas pegadas permanecem sem explicação, com várias histórias famosas da mitologia e lendas. Outros forneceram evidências de vida e comportamentos pré-históricos.